# The First Ten Years: The Videos
The First Ten Years: The Videos è un album video del gruppo musicale britannico Iron Maiden, pubblicato nel 1990. L'album è stato ristampato nel 1992 per il mercato statunitense con il titolo From There to Eternity.

## Descrizione
Il video, uscito in formato VHS, contiene i videoclip e rirprese dal vivo, realizzati nei primi dieci anni di carriera del gruppo.
Il video è stato ristampato nel 1992 per il mercato statunitense, sempre in formato VHS, con il titolo From There to Eternity. Questa versione, oltre ai videoclip, contiene le tracce aggiuntive:Tailgunner, Bring Your Daughter to the Slaughter, Be Quick or Be Dead, From Here to Eternity e Wasting Love. La traccia From Here to Eternity è quella che dà il titolo al video ed è tratta dall'album Fear of the Dark.

## Tracce

### The First Ten Years: The Videos
1. Women in Uniform
2. Wrathchild (Live)
3. Run to the Hills
4. The Number of the Beast
5. Flight of Icarus
6. The Trooper
7. 2 Minutes to Midnight
8. Aces High
9. Running free (Live)
10. Wasted Years
11. Stranger in a Strange Land
12. Can I Play With Madness
13. The Evil That Men Do
14. The Clairvoyant (Live)
15. Infinite Dreams (Live)
16. Holy Smoke

### From There to Eternity
1. Women in Uniform
2. Wrathchild (live)
3. Run to the Hills
4. The Number of the Beast
5. Flight of Icarus
6. The Trooper
7. 2 Minutes to Midnight
8. Aces High
9. Running free (Live)
10. Wasted Years
11. Stranger in a Strange Land
12. Can I Play With Madness
13. The Evil That Men Do
14. The Clairvoyant (Live)
15. Infinite Dreams (Live)
16. Holy Smoke
17. Tailgunner
18. Bring Your Daughter to the Slaughter
19. Be Quick or Be Dead
20. From Here to Eternity
21. Wasting Love